# Vitali Kaleshin
Vitali Igorevich Kaleshin (en ruso: Виталий Игоревич Калешин; n. 3 de octubre de 1980, Krasnodar, Unión Soviética) es un futbolista profesional ruso que juega como defensa y centrocampista. Debutó en 1997 en el Kuban-2 Krasnodar.

## Carrera profesional
Kaleshin debutó en el FC Kuban de su ciudad natal Krasnodar en 1997, pero no contó con muchas oportunidades y al año siguiente fichó por el Roma Bălţi de Moldavia. Entre 1999 y 2002 jugó en el FC Lada Togliatti, donde disputó 126 partidos de liga y anotó 19 goles. En 2003 regresó al FC Kuban Krasnodar donde permaneció hasta 2007, disputando un total de 150 encuentros y anotando nueve goles.
La temporada 2008-09, Kaleshin estuvo en el FC Moscú, club que lo cedió al Rubin Kazán en 2009. En 2010 el equipo moscovita desapareció por problemas económicos y el futbolista firmó un nuevo contrato definitivo con el Rubin.